# Tierra y Libertad, Veracruz
Tierra y Libertad är en ort i Mexiko.   Den ligger i kommunen Tamiahua och delstaten Veracruz, i den sydöstra delen av landet, 270 km nordost om huvudstaden Mexico City. Tierra y Libertad ligger 8 meter över havet och antalet invånare är 192.
Terrängen runt Tierra y Libertad är platt. Havet är nära Tierra y Libertad åt nordost. Runt Tierra y Libertad är det glesbefolkat, med 10 invånare per kvadratkilometer. Närmaste större samhälle är Naranjos, 17,0 km väster om Tierra y Libertad. 